# Tegoabe (Ort)
Tegoabe ist ein osttimoresischer Ort im Suco Colimau (Verwaltungsamt Bobonaro, Gemeinde Bobonaro). Das Dorf liegt im Westen der Aldeia Tegoabe, auf einer Meereshöhe von 1069 m. Durch den Ort führt die Überlandstraße von Maliana nach Atsabe. Südlich liegt an ihr das Dorf Maliubu, nördlich das Dorf Colimau. Eine Piste führt nach Osten in den Ort Beamoas.